# Cladiella papillosa
Cladiella papillosa är en korallart som beskrevs av Tixier-Durivault 1942. Cladiella papillosa ingår i släktet Cladiella och familjen läderkoraller. Inga underarter finns listade i Catalogue of Life.